# Telenova
Telenova è un'emittente televisiva italiana nata nel 1976, con sede a Milano in via Guglielmo Silva e con copertura regionale. È una emittente di ispirazione cattolica, affiliata al Gruppo Editoriale San Paolo: aderisce al circuito televisivo Corallo, del quale ritrasmette alcuni programmi.

## Storia
Nel 1976 nell'ambito delle iniziative del settimanale Famiglia Cristiana edito da Periodici San Paolo, uno dei periodici cattolici più diffuso in Italia, nacque Noveco TV, un'emittente televisiva che successivamente modificò la propria denominazione in Telenova.
L'ideatore di Noveco-Telenova fu Don Giuseppe Zilli, seguendo la missione specifica dei Paolini di diffondere il messaggio evangelico utilizzando tutti i moderni mezzi di comunicazione sociale (a imitazione di quello che compì San Paolo con le sue lettere apostoliche, presenti nelle sacre scritture).
La prima sede fu in via Giotto, a Milano, la stessa dell'editrice della rivista. I primi a gestirla furono Eligio Ermeti in veste di direttore generale e Paolo Pivetti come direttore artistico.
Nei primi anni il canale si caratterizza per la presenza del telegiornale e di trasmissioni per la famiglia (Cabina matrimoniale, Famiglia e dintorni), con qualche spazio anche all'intrattenimento (con le prime apparizioni di Diego Abatantuono) e ai programmi di calcio presentati da Marco Civoli e Paola Ferrari, poi passati entrambi in Rai.
Tra i più famosi personaggi che lavoravano a Telenova si ricordano Memo Remigi, Barbara d'Urso e Raffaele Pisu, ma anche Umberto Smaila e Paolo Pivetti (padre di Irene e Veronica).

### Gli anni ottanta
Per qualche tempo Telenova adotta la denominazione T59 e trasmette programmi per i giovani come Hit Parade e Classifica dei ragazzi.
È l'epoca delle syndication e l'emittente entra nel circuito Euro TV, da cui però si distacca prima della sua crisi.
Il bacino d'utenza intanto arriva a comprendere, oltre alla Lombardia, anche una buona parte del Piemonte, del Veneto e dell'Emilia-Romagna.
Nel 1988 Telenova inizia a trasmettere i programmi del circuito Cinquestelle, una syndication presieduta da don Tommaso Mastrandrea, che nel frattempo è divenuto direttore di Telenova. Il palinsesto quotidiano di tre ore include alcuni programmi prodotti originariamente dalla Rai e acquistati attraverso la Sacis.

### Gli anni novanta
Tra le trasmissioni di successo di questo periodo figura Casa Mosca (1996-1998), condotta da Maurizio Mosca e Umberto Smaila e Storie di Lombardia.
Tra i programmi storici dell'emittente c'è anche la trasmissione sportiva Novastadio, ideata nel 1989 e condotta, dal 2002, dal direttore dello sport Gianni Visnadi e animata dalla presenza di giornalisti quali Bruno Pizzul e Franco Rossi, oltre che da ex campioni come Sandro Mazzola, Enzo Gambaro, Pierino Prati e Filippo Galli. Dal 2007 a Visnadi è stata anche affidata la direzione delle news dell'emittente.
Nel 1998 Telenova inizia a collaborare con il canale satellitare cattolico SAT2000 (oggi TV2000) ritrasmettendo il TG2000, Il Grande Talk e altri programmi di questo canale.
Tra metà anni '90 e i primi anni 2000, per alcuni anni Telenova dedicò una fascia di programmazione agli anime. Queste trasmissioni erano caratterizzate, oltre che dal solito logo di rete di Telenova, da un'ulteriore sovrimpressione "personalizzata" in basso a sinistra che riportava il titolo della serie in onda. Si trattava prevalentemente di cartoni già andati in onda su varie reti televisive, ma vennero ospitate anche alcune prime TV italiane, relative soprattutto a serie doppiate a Milano anni prima ma scartate per la messa in onda sulle reti Mediaset: si trattava di La coppa dei dragoni, Viaggiando nel tempo e altre. 

### Primi decenni del 2000 e il digitale terrestre
Nel febbraio 2006 l'editore di Telenova, la Multimedia San Paolo, acquista anche l'emittente piemontese Telesubalpina
Con l'avvento del digitale terrestre nel 2009 nascono quattro nuovi canali che si affiancano a Telenova:
- Telenova +1, che trasmette il palinsesto di Telenova ripetuto dopo un'ora;
- Telenova 2, che si caratterizza per un palinsesto legato all'informazione e per la trasmissione in diretta delle celebrazione eucaristiche dal Duomo di Milano (dal 27 settembre 2011 il canale ha assunto la denominazione Telenova News per poi riprendere nuovamente il nome originario);
- Telenova 3 SportAction, che ripropone le trasmissioni sportive dall'archivio di Telenova;
- Telenova 4, che ritrasmetteva le trasmissioni "storiche" di Telenova (il canale è stato soppresso nel novembre 2013 per lasciare spazio a Telenova 2 +1);
- ChiesaTv, in collaborazione con la Diocesi di Milano;
- Radio Marconi, emittente radiofonica del canale radiofonico di Telenova e Telesubalpina.

### La nuova Tv digitale
Nel 2022, a seguito della graduale riorganizzazione delle frequenze televisive che prende il nome di refarming, Telenova si sposta dal canale 14 alla posizione 18 del digitale terrestre e si sposta nel mux UHF 34, insieme ad altre TV lombarde, gestito da Rai; sempre con l'occasione, comincia a trasmettere in HD. Un processo tecnologico, previsto dal Piano Nazionale di Assegnazione Frequenze del Ministero dello Sviluppo Economico, per dismettere le frequenze della banda 700 MHz che passano alla telefonia mobile per la rete 5G. Nello stesso anno viene chiusa ChiesaTv.

## Area di copertura
La frequenza di trasmissione era fino a marzo 2022 il canale UHF 59 fra cui i più importanti impianti erano a Valcava, Campo dei Fiori, Giarolo e Ronzone.
Con la nuova modalità trasmissiva trasmette sull'LCN 18 nell'Area Tecnica 03 che comprende le seguenti province: Lombardia: Bergamo, Brescia, Como, Cremona, Lecco, Lodi, Milano, Monza e Brianza, Pavia, Sondrio, Varese. Piemonte orientale: Alessandria, Biella, Novara, Verbania-Cusio-Ossola, Vercelli. Emilia-Romagna: Piacenza.
È il bacino d'utenza più ampio d'Italia che raggiunge potenzialmente più di 11 milioni di abitanti. L'accordo con Rai Way per la portata del segnale di Telenova nell'Area Tecnica 03 garantisce una copertura superiore al 90% della popolazione.

### Elenco dei vecchi ripetitori (in dismissione)

#### Lombardia (UHF 59)
| Postazione                       | Comune              | Provincia |
| Valcava Prato della Costa        | Caprino Bergamasco  | BG        |
| Maresana - Via Croce dei Morti   | Ponteranica         | BG        |
| Colle Vedetta - Via Buttafuoco   | Brescia             | BS        |
| Pizzo Cornacchia - Vesalla       | Brione              | BS        |
| Monte Garnasca                   | Bellagio            | CO        |
| Monte Goi                        | Como                | CO        |
| Naro Gravedona                   | Gravedona           | CO        |
| Binda - Via di Monterobbio       | Lecco               | LC        |
| Ca' Berto                        | Valgreghentino      | LC        |
| Via Guglielmo Silva              | Milano              | MI        |
| Casa Cantoniera                  | Aprica              | SO        |
| Poira                            | Civo                | SO        |
| Albareda                         | Ponte in Valtellina | SO        |
| Cigolino                         | San Giacomo Filippo | SO        |
| Verceia Mongone                  | Verceia             | SO        |
| Campo dei Fiori - Punta di Mezzo | Luvinate            | VA        |

#### Piemonte (UHF 59)
| Postazione                               | Comune               | Provincia |
| Monte Ronzone                            | Borghetto di Borbera | AL        |
| Altavilla - Bricco Capre                 | Alba                 | CN        |
| Bricco del Dente                         | La Morra             | CN        |
| Monte Calvario - Casa dell'Eremita       | Villanova Mondovì    | CN        |
| Croce Serra                              | Andrate              | TO        |
| Gandoglio - Costa                        | Borgone Susa         | TO        |
| Case Valer                               | Corio                | TO        |
| Colle della Maddalena - Strada del Colle | Pecetto Torinese     | TO        |

## Programmi
- TGN
- Rassegna stampa
- Novastadio
- Griglia di Partenza
- Linea d'ombra
- Prima serata
- La chiesa nella città
- Le ricette di Guerrino
- Vie Verdi
- Tutti in piazza
- I fedeli amici dell'uomo
- Speciale Dottor Mozzi